# 623827 Nikandrilyich
623827 Nikandrilyich è un asteroide della fascia principale. Scoperto nel 2022, presenta un'orbita caratterizzata da un semiasse maggiore pari a 3,2223473 au e da un'eccentricità di 0,1467448, inclinata di 25,29878° rispetto all'eclittica.
Dal 25 settembre al 27 novembre 2023, quando 627520 Corbey ricevette la denominazione ufficiale, è stato l'asteroide denominato con il più alto numero ordinale. Prima della sua denominazione, il primato era di 618349 Williekoorts.
L'asteroide è dedicato a Nikandr Ilyič Romanov, nonno paterno dello scopritore.